# Blood Star
Blood Star è un film anglo-statunitense del 2024 diretto da Lawrence Jacomelli.

## Trama
La ladra Bobbi Torres si ritrova nel deserto del New Mexico braccata dallo sceriffo della zona Bilstein che perseguita giovani donne indifese, e Bobbi farà di tutto per sfuggire all'ossessionato sceriffo.